# ダッカメトロ6号線
ダッカメトロ6号線あるいはMRT6号線（ベンガル語: এমআরটি লাইন ৬、MRTはマス・ラピッド・トランジットの略）は、バングラデシュ・ダッカを走るダッカメトロの都市鉄道路線である。同国初の都市鉄道として円借款を用いて日本企業群が関与して建設された。ウッタラ北駅からカマラプール駅までを結ぶ予定で、2022年12月29日にウッタラ北駅からアガルガオン駅までが先行開業し、2023年12月13日にウッタラ北駅～モティジール駅が開業した。

## 概要
バングラデシュ史上初となる都市鉄道として首都ダッカに開業した鉄道路線で、ダッカの中心街を貫通する鉄道路線である。過密による交通渋滞や大気汚染が問題となっている同地では、本路線の開業によって道路交通では2時間弱かかる地域を鉄道で35分で移動出来るようになるとされ、中心部の過密を分散させる効果も期待される路線である。
建設に際しては日本政府のインフラシステム輸出戦略に伴って、国際協力機構の協力の下、川崎重工業、鉄建建設、三菱商事、日本信号、日本工営、三井住友建設等の日本企業も参画した。

## 歴史

### 計画
2005年、世界銀行はバングラデシュ政府に対してダッカでのマス・ラピッド・トランジットの導入を勧めた。同年に米国のルイ・バーガー・グループはダッカの交通計画を準備、世界銀行はこれを修正して3路線の計画を出した。
3年後、国際協力機構がメトロレール計画に加わると、計画のうち6号線が最も重要で且つ経済的影響も大きい路線と判断した。2010年度から翌年度にかけて、実現可能性の調査が始まった。2013年に国際協力機構が資金提供する事を決定した。
大半のルートは2011年時点で策定されており、ウッタラからサイェダバードまでの路線と決まっていた。その後、一部のルートを再設定する事となった他、国際協力機構の求めていた地下鉄計画を建設費の問題から全線高架に切り替える等の変更が行われた。そうして最終的に2014年12月28日に6号線計画の最終決定が行われた。より詳細な計画は2016年8月に示された。

### 建設

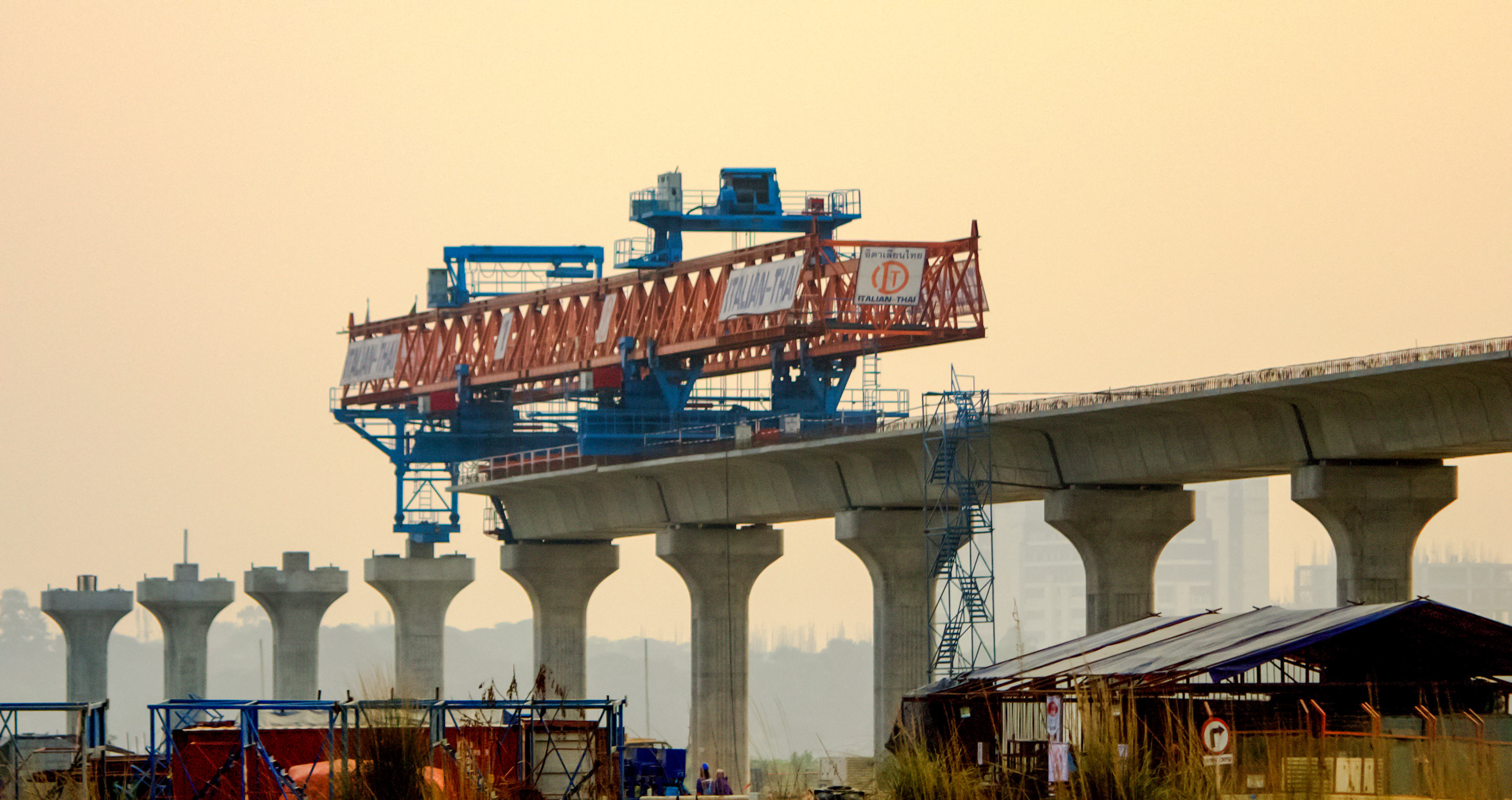
建設中の6号線

2016年7月1日にダッカ・レストラン襲撃人質テロ事件が発生。当時、6号線は入札が行われていた最中であったため、安全上の理由から数社が撤退した。また、この事件で国際協力機構の日本人職員7名が殉死した。そのためバングラデシュ政府が保証をつけ、半年後に着工された。着工後、バンガバンドゥ軍事博物館前に作る予定であった駅に対してバングラデシュ空軍が反対したため、この駅を国会議事堂附近に移動させる事とした。その後、新型コロナウイルス感染症の世界的流行に伴うロックダウン政策によって数ヶ月間の工事中断時期があった。
2021年8月29日、未だ1/3程が建設中ではあるものの、試運転も開始された。高架橋への全資材の搬入は2022年1月27日に完了した。
2022年にはプラットホームが狭いと公社から申告されたため、プラットホーム拡張用に新たに土地を取得する事となった。

### 開業（各駅の詳細な開業日は駅一覧を参照）

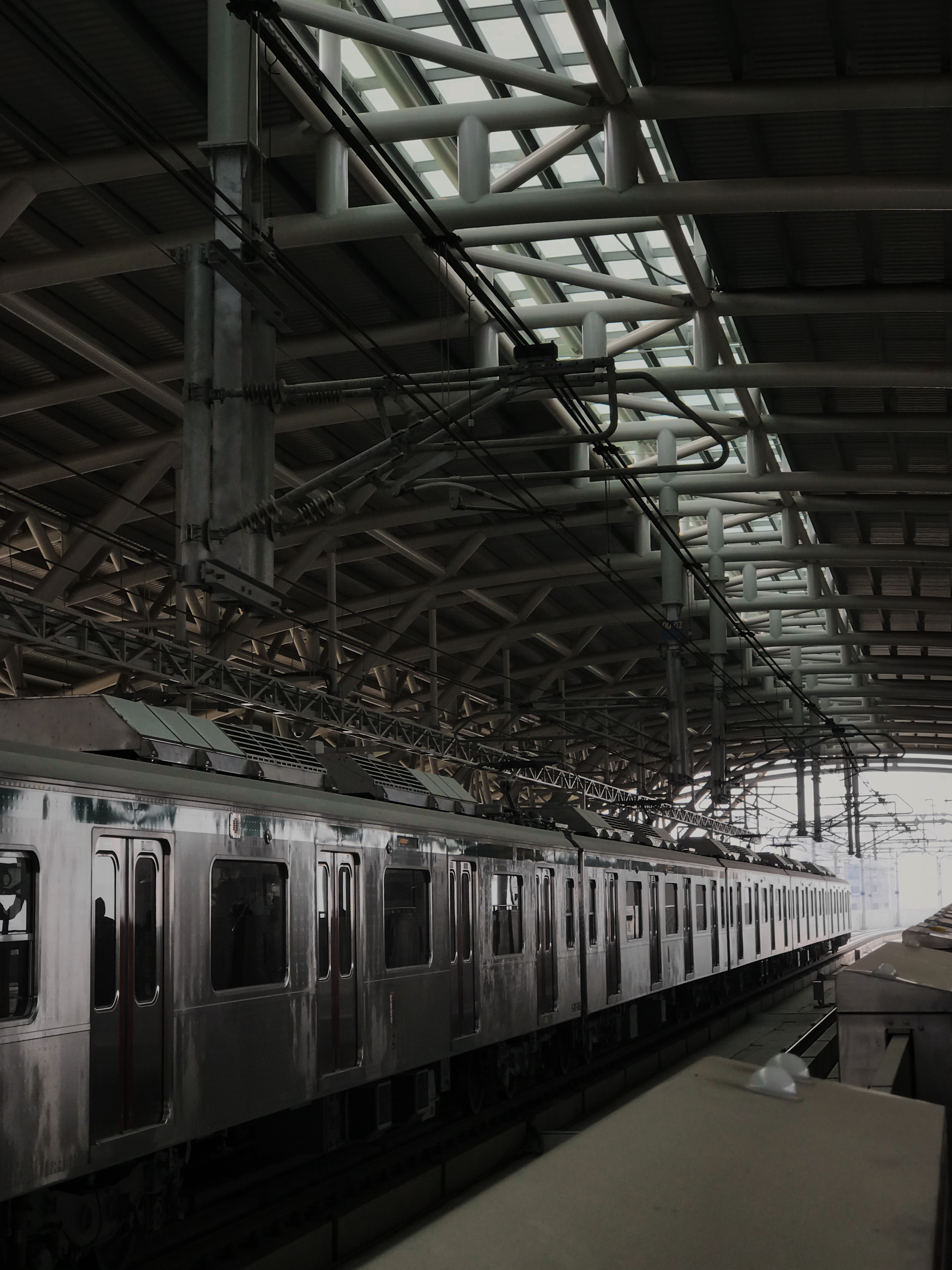
ウッタラ北駅に停車する6号線車輛

2022年12月28日、ウッタラ北駅とアガルガオン駅の間が開業し、開業式典にはシェイク・ハシナ首相も出席した。翌日に一般利用が始まったが、この時点で開業した駅は両駅のみで、途中駅は全て工事中であった。また、営業時間も1日4時間、火曜日運休という状況の中での運行開始であった。翌2023年1月25日に途中駅のパラビ駅が開業した。
2023年12月31日、ウッタラ北駅～モティジール駅までの16駅がすべて開業した。駅構内での乗車券販売の混雑解消のために、新たにラピッドパスカード（預り金 200タカ（約260円）＋乗車券分 200タカ）を外部の売店、Dutch Bangla Bankの特定の支店で販売を開始した。駅構内での販売は当日券およびＭＲＴパス（預り金 200タカ＋乗車券分 300タカ（約390円））尚、ラピッドパスカード、ＭＲＴパスを使用した場合当日券の料金より10％割引が適応される。
2024年1月20日以降は、11時30分～16時は12分間隔、それ以外は10分間隔にて運行。ただし金曜日は運休である。 
2024年2月17日、昼以外は8分間隔に短縮された。　 
2024年3月27日～4月10日（ラマダン後半の15日間）は、夜に12分間隔での臨時運転を行った。 
2024年4月11日～　ウッタラノース駅発　2０時～21時　12分間隔で運転を開始　 
2024年７月1日～　冷房付き電車料金には１５％の付加価値税を徴収することが決定　　　　　　　　　　　当日券（最寄り駅まで　20→23タカ　モティジール～ウッタラノース　100→115タカ）　   

### 延伸
6号線のカマラプール駅迄の延長計画は2019年に策定された。しかし鹿島建設はこの計画に難色を示し、撤退を示唆した。そこでダッカ・マス・トランジット・カンパニー・リミテッドは、同社に対して3つの案を提出した。地下鉄となるダッカメトロ1号線の上に6号線の駅を建設する計画と現行の駅の外側に新たに駅を建設する計画にも難色を示されたが、鉄道省が用地を提供する計画で承認された。これによって総工費は2200億タカから3350億タカまで増加した。また総延長も21kmに延びる事となった。2023年12月にモティジール駅迄の開業を見込んでいるが、そこからカマラプール駅迄の開通は2025年12月の見込みとなった。延伸工事は2023年1月に始まった。

## 車輛
川崎重工業製の6両編成の車輛が24編成導入された。車長は19.8m、幅は2.95m、高さは4.1m。直流電化1500Vの架空電車線方式で集電し、最大運行速度は時速100km、エアーコンディショナーが1車両２セット完備されている。2024年1月4日より1編成に車内広告が施されて営業運転を行っている。
女性専用車両も各編成に1両導入されている。

## 駅一覧
駅名の開業日が”建設中”になっている駅は未開業である。
| 駅番号 | 駅名                   | 駅名        | 駅間 キロ | 累計 キロ | 接続路線                                                         | 所在地           | 開業日                    |
| 駅番号 | 日本語                 | ベンガル語  | 駅間 キロ | 累計 キロ | 接続路線                                                         | 所在地           | 開業日                    |
| ------ | ---------------------- | ----------- | --------- | --------- | ---------------------------------------------------------------- | ---------------- | ------------------------- |
|        |                        |             |           |           |                                                                  |                  |                           |
| 1      | ウッタラ北駅           | উত্তরা উত্তর   | 0.0       | 0.0       | バングラデシュ道路交通公社シャトルバス                           | ウッタラ         | 2022年12月29日            |
| 2      | ウッタラ中央駅         | উত্তরা মধ্য    |           |           |                                                                  | ウッタラ         | 2023年2月18日             |
| 3      | ウッタラ南駅           | উত্তরা দক্ষিণ   |           |           |                                                                  | ウッタラ         | 2023年3月31日             |
| 4      | パラビ駅               | পল্লবী        |           |           |                                                                  | パラビ           | 2023年1月25日             |
| 5      | ミルプール11駅         | মিরপুর ১১     |           |           |                                                                  | ミルプール       | 2023年3月15日             |
| 6      | ミルプール10駅         | মিরপুর ১০     |           |           | ダッカメトロ5号北線(計画中)                                      | ミルプール       | 2023年3月1日              |
| 7      | カジパラ駅             | কাজীপাড়া        |           |           |                                                                  | ミルプール       | 2023年3月15日             |
| 8      | シェウラパラ駅         | শেওড়াপাড়া       |           |           |                                                                  | ミルプール       | 2023年3月31日             |
| 9      | アガルガオン駅         | আগারগাঁও       |           | 11.73     | バングラデシュ道路交通公社シャトルバス                           | アガルガオン     | 2022年12月29日            |
| 10     | ビジョイ・サラニ駅     | বিজয় সরণি     |           |           |                                                                  | テイガオン       | 2023年12月13日            |
| 11     | ファームゲート駅       | ফার্মগেট       |           |           |                                                                  | テイガオン       | 2023年11月５日            |
| 12     | カルワン・バザール駅   | কারওয়ান বাজার   |           |           | ダッカメトロ５号南線(計画中)                                     | テイガオン       | 2023年12月31日            |
| 13     | シャーバグ駅           | শাহবাগ        |           |           |                                                                  | シャーバグ       | 2023年12月31日            |
| 14     | ダッカ大学駅           | ঢাকা বিশ্ববিদ্যালয় |           |           |                                                                  | シャーバグ       | 2023年12月７日            |
| 15     | バングラデシュ事務局駅 | বাংলাদেশ সচিবালয়  |           |           |                                                                  | シェグンバギチャ | 2023年11月５日            |
| 16     | モティジール駅         | মতিঝিল        |           | 20.1      | ダッカメトロ２号線(計画中)                                       | モティジール     | 2023年11月５日            |
| 17     | カマルプール駅         | কমলাপুর       | 1.16      | 21.17     | バングラデシュ鉄道 · ダッカメトロ1号線(建設中)、2/４号線(計画中) | モティジール     | 建設中 2024年12月完成予定 |